# Catedral de Nuestra Señora del Carmen y San Pedro Apóstol
La Catedral de Nuestra Señora del Carmen y San Pedro Apóstol es una catedral ubicada en Nuevo Chimbote, Áncash, Perú. Se encuentra en frente la plaza de armas de Nuevo Chimbote. Tiene unos 2 mil metros cuadrados y capacidad para recibir 1600 personas.

Promovieron su construcción el obispo emérito de Chimbote, Monseñor Luis Bambarén, y el sacerdote italiano Ugo de Censi, líder fundador de la Operación Mato Grosso. El diseño y construcción fueron encargados a los Artesanos Don Bosco de Chacas, su construcción se inició el 22 de marzo de 2002. Fue inaugurada el 25 de agosto de 2007.
La catedral es de estilo neoclásico, con diseños que remiten al siglo siglo XVIII, diseñada y ejecutada por arquitectos y artistas chacasinos bajo la dirección del monseñor Ivo Baldi y el sacerdote Ugo de Censi, de Chacas. Tiene 70 m de largo, 50 m de ancho y 40 m de altura, forma de cruz latina, en cuyo crucero está la cúpula. Los retablos y bancas fueron tallados por los artesanos de Chacas, distrito ubicado en el Callejón de Conchucos.
Al igual que en la Iglesia de San Pedro de Lima, en la Iglesia de San Pedro de Chimbote la cúpula tiene en su base interior una inscripción en latín de lo que dijo Jesús a Pedro, pero con la variante de tener la letra V en vez de U: "TV ES PETRVS ET SVPER HANC PETRAM AEDIFICABO ECCLESIAM MEAM, ET PORTAE INFERI NON PRAEVALEBVNT ADVERSVS EAM." (Tú eres Pedro y sobre esta piedra edificaré mi iglesia, y las puertas del infierno no prevalecerán contra ella. Mateo 16:18)